# Aeroporto di Nîmes Garons
L'aeroporto di Nîmes-Garons è un aeroporto francese situato vicino alla città di Nîmes, nel dipartimento del Gard.

L'aeroporto è conosciuto anche come Aéroport de Nîmes - Arles - Camargue.